# گاومیش هندی
گااور یا گاومیش هندی یا گاو وحشی هندی بزرگترین گونه گاویان است که بومی جنوب و جنوب شرق آسیا است. این حیوان از سال ۱۹۸۶ در رده گونه آسیب‌پذیر در سیاهه سرخ گونه‌های در معرض خطر طبقه‌بندی شده‌است و این به خاطر کاهش شدید جمعیت (بیش از ۷۰ درصد در طول سه نسل) در برخی مناطق محل زندگی آن است. البته جمعیت در مناطقی که درست حفاظت شده‌اند پایدار است و در برخی مناطق نیز در حال بازسازی است.
گاومیش هندی بلندترین نوع گاو است. و ارتفاع حیوان نر در ناحیه کوهان پشت شانه به 277 سانتی متر می رسد. در مالایا این حیوان را سلادانگ و در برمه آن را پیونگ می‌نامند. نوع اهلی‌شده این حیوان نیز گیال یا میتون نامیده می‌شود.
گااور با توجه به جثه بزرگ و مهیب و قدرت بدنی بالا شکارچیان طبیعی زیادی ندارد. شکار گااورهای بالغ فقط توسط ببر و تمساح آب شور دیده شده هرچند این حیوان با تمساح آب شور به ندرت زیستگاه مشترک دارد و تمساح باید بسیار بزرگ باشد (تمساح نر با بیش از ۵۰ سال سن) که بتواند با موفقیت یک گاو بالغ را شکار کند. ببرها معمولاً گاوهای کوچک و بیمار را شکار می‌کنند اما موارد معدودی از شکار گااورهایی با حداقل یک تن نیز مشاهده شده‌است. شکار گوساله‌های گااور توسط پلنگ و سگ وحشی آسیایی نیز مشاهده شده‌است.